# Lindsay Peak
Der Lindsay Peak ist ein 3210 m hoher Berg aus Basalt in der antarktischen Ross Dependency. In den Marshall Mountains der Königin-Alexandra-Kette im Transantarktischen Gebirge ragt er 6 km westnordwestlich des Blizzard Peak auf.
Eine Mannschaft der Ohio State University, welche die Königin-Alexandra-Kette zwischen 1966 und 1967 erkundete, benannte ihn nach dem Geologen John Francis Lindsay (1941–2008), einem Mitglied dieser Mannschaft.